# Бровка (приток Оби)
Бровка (
сибирскотат. 
Бүрән айырсе) — река в России, протекает в Томской области. Устье реки находится в 2589 км по левому берегу реки Обь, в селе Кривошеино. Длина реки составляет 42 км.

## Бассейн
(км от устья)
- 2 км: Большой Яраур (лв)
- Мостовая (пр)
- 10 км: Поперечная (лв)
  - 3 км: Горевка (лв)
- Апсакла (пр)
- Лиственный Лог (лв)
- 22 км: Люберцев ручей (лв)
- Сентилек (лв)
- Берёзовый Лог (лв)

## Населённые пункты на реке
Верхняя Бровка, Белосток, Крыловка, Пудовка, Новокривошеино, Кривошеино.

## Данные водного реестра
По данным государственного водного реестра России относится к Верхнеобскому бассейновому округу, водохозяйственный участок реки — Обь от Новосибирского гидроузла до впадения реки Чулым, без рек Иня и Томь, речной подбассейн реки — бассейны притоков (Верхней) Оби до впадения Томи. Речной бассейн реки — (Верхняя) Обь до впадения Иртыша.